# Арцруни, Андрей Еремеевич
Андрей (Андреас) Еремеевич Арцруни (15 [27] ноября 1847[…], Тифлис — 22 сентября 1898[…], Бад-Хоннеф, Пруссия[…]) — русский и немецкий учёный-минералог, иностранный член-корреспондент Императорской Санкт-Петербургской академии наук (1895). Брат Г. Е. Арцруни

## Биография
Родился 15 (27) ноября 1847 года в Москве. Происходил из знатного армянского рода Арцрунидов, игравшего крупную политическую роль в Армении и в Византии. Его отцом был генерал-майор Кавказской армии Еремия Георгеевич Арцруни. В детстве Арцруни воспитывался в Германии.
В 1863 году окончил курс в Тифлисской гимназии. Слушал лекции в Санкт-Петербургском и Дерптском университетах, в последнем окончил курс, после чего закончил своё образование в Гейдельбергском и Берлинском университетах.
Был ассистентом при минералогических кафедрах в Берлине, Бреславле и Страсбурге, затем приват-доцентом в Бреславле. В 1883 году получил звание профессора минералогии Бреславского университета, а в 1884 году — профессора минералогии Ахенского университета, кафедру которого Арцруни занимал до самой смерти. Он преподавал в Берлинском, Ахенском и Бреславском университетах.
С 1874 года Арцруни почти ежегодно совершал экспедиции в различные места Кавказа, хорошим знатоком которого он был. В 1894 году совершил восхождение на Малый Арарат и впервые исследовал его кратер. Три раза Арцруни переносил свои минералогические и геологические исследования на Урал. Там им исследовано значительное количество минералов. По поручению Минералогического общества произвёл геологические исследования в Сысерти и Невьянске.
В июле 1897 года, во время пребывания в Златоусте на VII сессии Международного геологического конгресса, побывал на Таганае и ознакомился с минералогическими копями Назминского хребта.
Побывал в ряде европейских стран, Британской Гвиане, Боливии, Чили, Египете и других странах. В поездках изучал не только минералогию и геологию, но и проводил экономические и этнографические исследования.
Автор работ в области геохимии, кристаллохимии, минералогии, петрографии, а также экономики, философии, этнографии и литературы. Его работы были напечатаны в различных немецких и русских научных периодических изданиях. Многие его статьи были напечатаны в известной армянской газете «Мшак», издававшейся в Тифлисе его братом Григорием Арцруни.
Наиболее ценным вкладом в науку является его сочинение «Physikalische Chemie der Krystalle», напечатанное в Брауншвейге в 1893 году. Арцруни описал в данной книге ряды изоморфизма в геохимии, выделив десять важнейших изоморфных рядов элементов.
Арцруни основал минералого-геологический отдел Кавказского музея в Тифлисе и Уральское минералогическое общество.
Скончался от туберкулеза 10 (22) сентября 1898 года в санатории Гогенгоннефа на Рейне. Был похоронен в Тифлисе.

## Членство в организациях
- 1895 — почётный член Санкт-Петербургского минералогического общества
- 1895 — иностранный член-корреспондент (Германия) Санкт-Петербургской академии наук

## Память
Его именем названы:
- минерал арцрунит

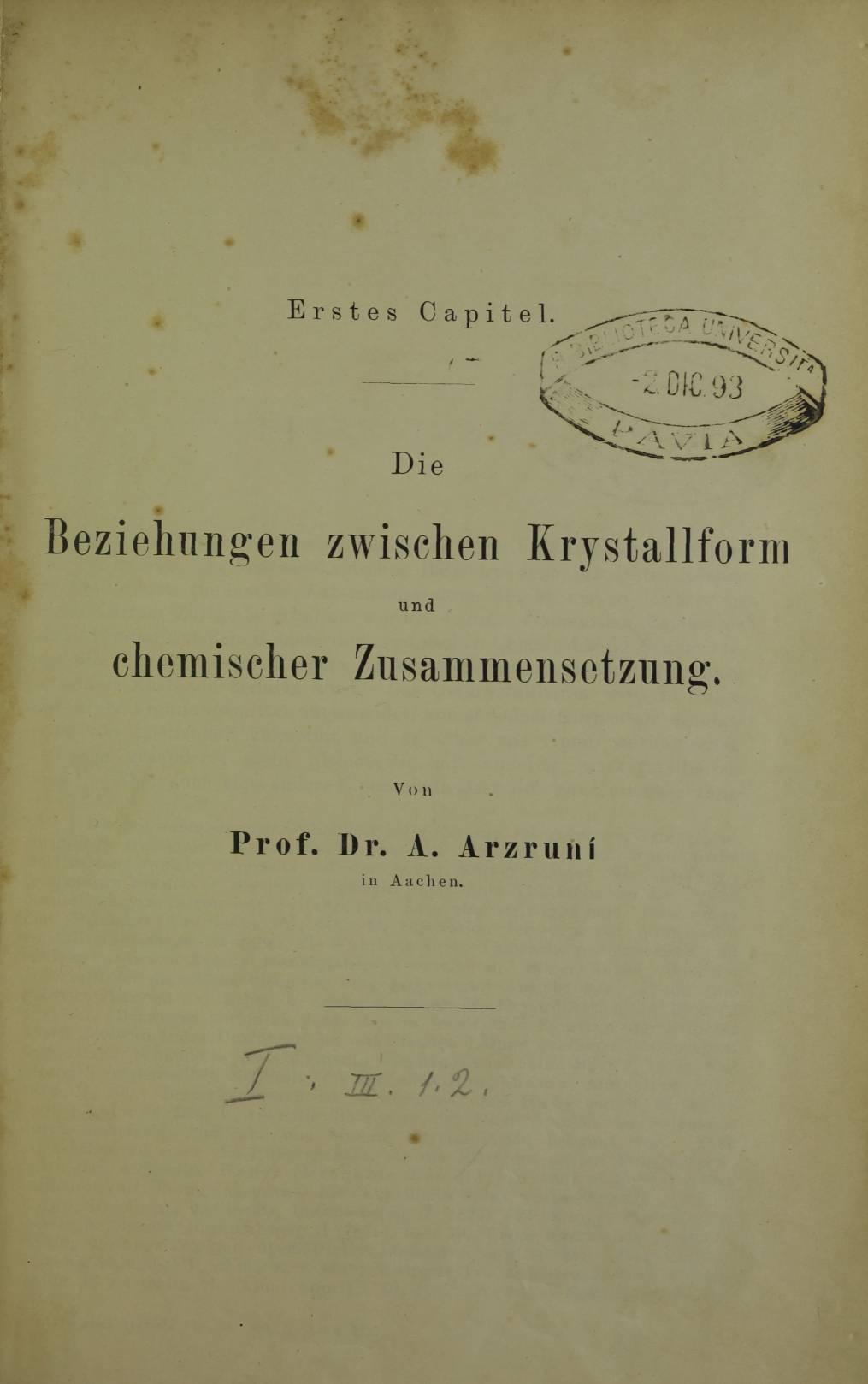
Beziehungen zwischen physikalischen Eigenschaften und chemischer Zusammensetzung der Korper, 1898

- Геммологический центр «Арцрунит», основанный в сентябре 1997 года при кафедре минералогии, петрологии и геохимии факультета геологии Ереванского государственного университета.